# Večernjakova ruža 2013.
Večernjakova ruža 2013. je trinaesta dodjela medijske nagrade Večernjakova ruža, koja se dodjeljivala za medijski rad u 2013. godini.
Dodjela je održana 21. ožujka 2014. godine u Hrvatskom narodnom kazalištu Zagreb, nakon pauze od šest godina, a prikazana je na Drugom programu HRT.
Voditelji dodjele bili su Nevena Rendeli i Duško Ćurlić.

## Proces
Prijedlog nominacija započeo je u studenom 2013. a trajao je do kraja 2013. godine od strane svih TV i diskografskih kuća te radijskim postajama za nominiranje svojih djelatnika/emisija. Odluka o nominiranima članovi žirija su donijeli i objavili 28. veljače 2014. godine, dok su dobitnici bili proglašeni 21. ožujka 2014. godine.

### Žiri
Nominirane za dodjelu odabrali su stručni žiri koji su činili: Ksenija Urličić, Miroslav Lilić, Željko Matić, Dalibor Matanić i Vojo Šiljak, te Večernjakom tim: pomoćnica glavnog urednika i voditeljica projekta Večernjakove ruže Mirjana Žižić, urednica kulture Bojana Radović, urednica Scene i Ekrana Lana Čulig, zamjenica urednice Ekrana Maja Car, zastupnica čitatelja Ružica Cigler i voditelj medijskih pokroviteljstava Silvije Šimac.

### Prezenteri
Proglašenje pobjednika pripalo je rekorderima u Večernjakovoj ruži: Oliver Mlakar, Trpimir Vicković Vicko, Bojana Gregorić, Ivana Vrdoljak Vanna i gost iznenađenja Sanja Doležal, koji su im i uručili nagrade.

## Nominirani i dobitnici

### TV osoba godine
Nagradu uručio Oliver Mlakar
| Nominirani         |
| ------------------ |
| Igor Bobić         |
| Tatjana Munižaba   |
| Ivana Paradžiković |
| Ivana Petrović     |
| Daniela Trbović    |

### Radijska voditeljica / voditelj godine
Nagradu uručio Trpimir Vicković Vicko
| Nominirani              |
| ----------------------- |
| Matko Antonović – Matan |
| Daniel Bilić            |
| Mirko Fodor             |
| Barbara Kolar           |
| Sonja Šarunić           |

### TV glumačko ostvarenje godine
Nagradu uručila Bojana Gregorić
| Nominirani        |
| ----------------- |
| Rene Bitorajac    |
| Goran Bogdan      |
| Elvis Bošnjak     |
| Judita Franković  |
| Mustafa Nadarević |

### TV ili radijska emisija
Nagradu uručio Goran Ogurlić, glavni urednik Večernjeg lista
| Nominirani         |
| ------------------ |
| Nedeljom u dva     |
| Ples sa zvijezdama |
| Provjereno         |
| Tema dana          |
| Večer na 8. katu   |

### Glazbenik godine
Nagradu uručila Vanna
| Nominirani    |
| ------------- |
| 2Cellos       |
| Elemental     |
| Gibonni       |
| Massimo Savić |
| Severina      |

### Novo lice godine
Nagradu uručila Sanja Doležal
| Nominirani      |
| --------------- |
| Dean Kotiga     |
| TS Mejaši       |
| Sementa Rajhard |
| Silente         |
| Bruno Simleša   |

## Zabavni show
Publiku su u pauzama dodjele zabavljali Teška industrija, Nina Badrić, Psihomodo pop i Neno Belan. A nakon dodjele domjenak se nastavio u prostorima kazališta.